# Muselmann
Cet article possède un paronyme, voir Musselman.

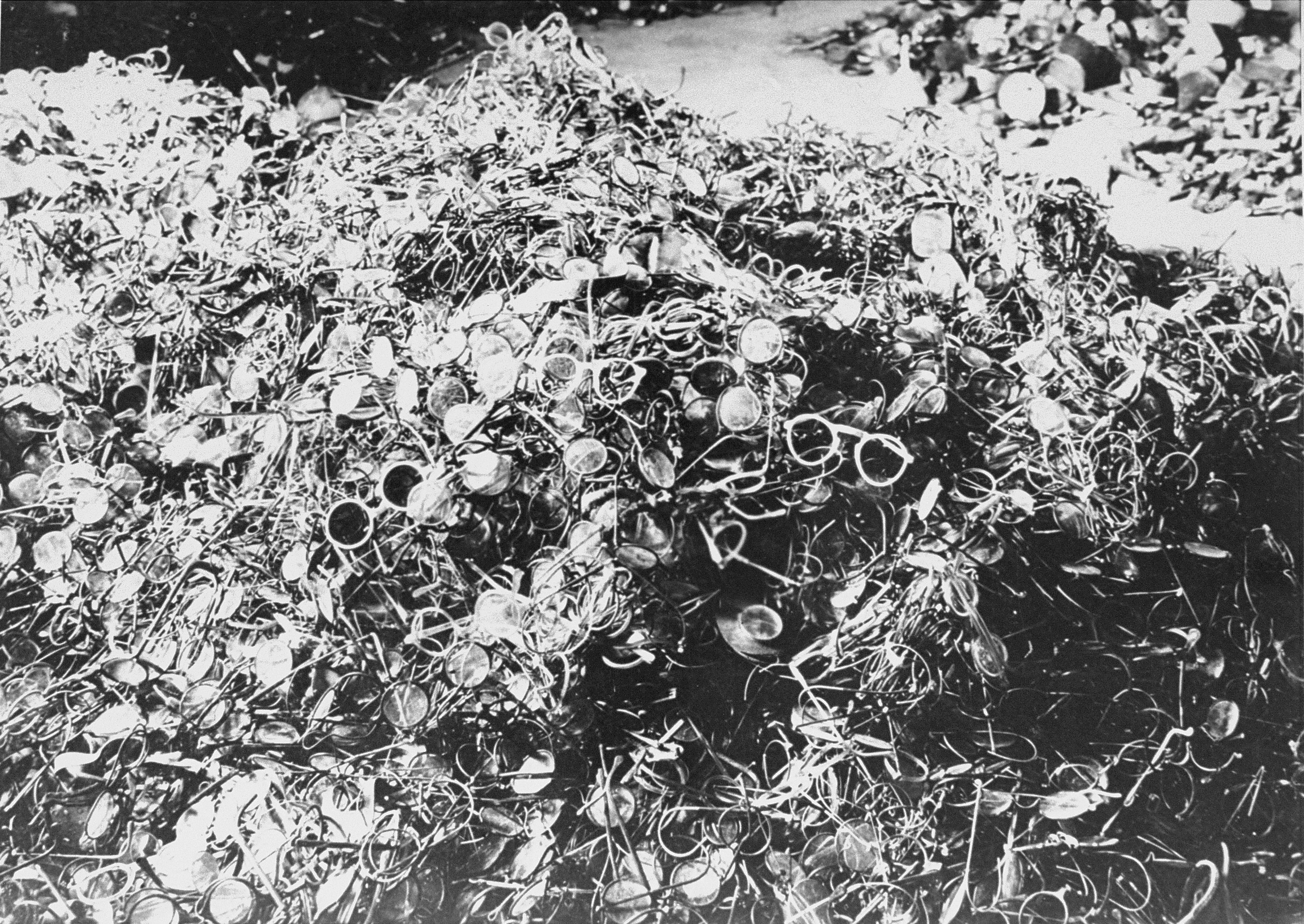
Auschwitz, janvier-février 1945.

Un Muselmann (pl. Muselmänner, du mot yiddish signifiant « musulman ») est, dans la Lagersprache des camps de concentration nazis, un déporté tellement affaibli que sa mort est imminente.

## Présentation
Apathique, prostré, le Muselmann ne réagit plus et se résigne à sa propre fin.
À l'instar d'autres survivants de la Shoah, Primo Levi cite l'expression dans son ouvrage autobiographique Si c'est un homme, consacré à sa déportation à Auschwitz : il y indique que les « anciens » du camp désignaient les agonisants par ce terme sans qu'il puisse s'expliquer pourquoi.
L'hypothèse a été avancée que le Muselmann, épuisé, devient incapable de bouger, de se lever, ce qui peut évoquer la position d'un musulman prosterné au sol durant la prière. Pour le philosophe  Giorgio Agamben, le lien avec l'islam relève plutôt d'un sens littéral : le fatalisme que l'on attribue aux musulmans, la soumission inconditionnelle à la volonté de Dieu, trouveraient leur équivalent métaphorique dans la résignation totale du Muselmann.
Ce mot semble s'être diffusé à partir d'Auschwitz-Birkenau vers les autres camps.
Le neurologue Viktor Frankl, lui-même survivant d'Auschwitz, a été témoin d'une scène où un déporté a décidé un soir de fumer toutes ses cigarettes jusqu'à la dernière, alors que les cigarettes servaient de monnaie d'échange dans le camp, car il était certain de ne pas pouvoir survivre à l'appel du lendemain matin sur l'Appellplatz. Ses camarades se sont alors moqués de lui en le traitant de Muselmann. Frankl compare ce comportement déshumanisé à celui des Kapos.

## Autres appellations
Les « morts-vivants » (ceux dont la volonté a été brisée) sont désignés selon les lieux par d'autres appellations :
- Majdanek : Gamel (chameau),
- Dachau : Kretiner (crétins),
- Stutthof : Krüppel (estropiés),
- Mauthausen : Schwimmer (nageurs),
- Neuengamme : Kamele (chameaux),
- Buchenwald : Müde Scheichs (cheiks fatigués),
- Ravensbrück : Muselweiber (musulmanes) ou Schmückstücke (joyaux).